# Holoaden luederwaldti
Holoaden luederwaldti là một loài ếch thuộc họ Leptodactylidae.
Đây là loài đặc hữu của Brasil.
Môi trường sống tự nhiên của chúng là vùng cây bụi nhiệt đới hoặc cận nhiệt đới vùng đất cao, đồng cỏ nhiệt đới hoặc cận nhiệt đới vùng đất cao, và vùng nhiều đá.
Chúng hiện đang bị đe dọa vì mất môi trường sống.